# Felipe Reyes
Felipe Reyes Cabanas  (Córdoba, Andaluzija, 16. ožujka 1980.) španjolski je profesionalni košarkaš. Igra na poziciji centra, a može igrati i krilnog centra. Trenutačno je član španjolske momčadi Real Madrida. 

## Španjolska reprezentacija
Sa španjolskom reprezentacijom osvojio je brončanu medalju na Europskom prvenstvu u Turskoj 2001., srebro na Europskom prvenstvu u Švedskoj 2003., zlato na Svjetskom prvenstvu u Japanu 2006., srebro na Europskom prvenstvu u Španjolskoj 2007., srebrnu medalju na Olimpijskim igrama u Pekingu 2008. te zlatnu medalju na Europskom prvenstvu u Poljskoj 2009. godine.

## Vanjske poveznice
- Profil na Euroleague.net
- Profil[neaktivna poveznica] na Basketpedya.com
- [neaktivna poveznica] na DraftExpress.com